# Fotbal Club Rapid București 2022-2023
Questa voce raccoglie le informazioni riguardanti il Fotbal Club Rapid București nelle competizioni ufficiali della stagione 2022-2023.

## Stagione
Nella stagione 2022-2023 il Rapid Bucarest disputa il campionato di Liga I, dopo il nono posto della stagione precedente.
Nella prima parte del campionato è impegnato nel testa a testa con il Farul Costanza al vertice della classifica, salvo poi calare progressivamente e concludere la stagione regolare al quinto posto, che vale l'accesso alla Poule scudetto. La squadra ottiene un quinto posto finale, mentre l'attaccante Marko Dugandžić vince la classifica cannonieri del torneo.
Entra in Coppa di Romania all'ultimo turno di qualificazione e si ferma nella successiva fase a gironi.

## Divise e sponsor
Lo sponsor tecnico per la stagione 2022-2023 è Nike, mentre il main sponsor è Superbet.
| Casa | Trasferta | Terza divisa |

## Organigramma societario
Area direttiva
- Azionisti: Victor Angelescu, Dan Viorel Șucu
- Presidente: Daniel Niculae
- Direttore esecutivo: Mădălina Neață

Area organizzativa
- Segretario generale: Luiza Goiciu
- Gestione finanziaria: Marinela Enache
- Sponsorship Manager: Daniel Carciug
- Dipartimento legale: Marian Mihail, Diana Florescu
- Organizzazione e sicurezza: Adrian Olariu
- Ticketing Manager: Mircea Mereuță
- Direttore Rapid TV: Sorin Mănăstireanu
- eSports Manager: Andi Stoica
- Head Scouting: Daniel Sandu

Area comunicazione
- Manager Comunicazione: Alex Paraschiv
- Press Officer Manager: Lucian Ionescu
- Social Media Specialist: Adelina Constantin, Andrada Cișmașu

Area sportiva
- Direttore sportivo: Sorin Boiangiu
- Team manager: Florentin Ion
- Delegato: Ionuț Voicu
- Direttore del settore giovanile: Vasile Maftei

Area tecnica'
- Allenatore: Adrian Mutu
- Allenatore principale: Daniel Tudor
- Allenatori in seconda: Bogdan Pătrașcu, Alin Chița, Ciprian Niță
- Preparatore dei portieri: Mihai Nădăban
- Preparatore atletico: Roberto Berruero
- Magazziniere: Adrian Tărchilă

Area sanitaria
- Medico sociale: Virgiliu Hudici

## Rosa
Rosa e numerazione aggiornate al 2 maggio 2023.
| N. |                      | Ruolo | Calciatore                   |
| -- | -------------------- | ----- | ---------------------------- |
| 1  | Romania (bandiera)   | P     | Codruț Sandu                 |
| 3  | Romania (bandiera)   | D     | Florin Ștefan                |
| 4  | Croazia (bandiera)   | C     | Ljuban Crepulja              |
| 5  | Romania (bandiera)   | D     | Cristian Ignat               |
| 6  | Romania (bandiera)   | D     | Paul Iacob                   |
| 7  | Romania (bandiera)   | C     | Antonio Sefer                |
| 8  | Romania (bandiera)   | C     | Andrei Ciobanu               |
| 9  | Romania (bandiera)   | A     | Valentin Costache            |
| 10 | Romania (bandiera)   | C     | Alexandru Ioniță             |
| 13 | Brasile (bandiera)   | D     | Júnior Morais                |
| 14 | Estonia (bandiera)   | C     | Mattias Käit                 |
| 15 | Martinica (bandiera) | D     | Damien Dussaut               |
| 16 | Romania (bandiera)   | A     | Alexandru Despa              |
| 17 | Romania (bandiera)   | C     | Ștefan Pănoiu                |
| 19 | Romania (bandiera)   | D     | Răzvan Onea                  |
| 20 | Romania (bandiera)   | C     | Romario Moise                |
| 21 | Romania (bandiera)   | D     | Dragoș Grigore               |
| 22 | Romania (bandiera)   | D     | Cristian Săpunaru (capitano) |

| N. |                        | Ruolo | Calciatore          |
| -- | ---------------------- | ----- | ------------------- |
| 23 | Romania (bandiera)     | C     | Alexandru Albu      |
| 25 | Belgio (bandiera)      | C     | Xian Emmers         |
| 26 | Romania (bandiera)     | C     | Alexandru Crivac    |
| 28 | Romania (bandiera)     | A     | Alexandru Mățan     |
| 29 | Romania (bandiera)     | C     | Gabriel Gheorghe    |
| 30 | Romania (bandiera)     | A     | Alexandru Stan      |
| 31 | Romania (bandiera)     | P     | Horațiu Moldovan    |
| 35 | Francia (bandiera)     | A     | Hervin Ongenda      |
| 42 | Paesi Bassi (bandiera) | A     | Kevin Luckassen     |
| 45 | Croazia (bandiera)     | A     | Marko Dugandžić     |
| 57 | Francia (bandiera)     | A     | Younes Bnou Marzouk |
| 70 | Nigeria (bandiera)     | A     | Funsho Bamgboye     |
| 71 | Slovacchia (bandiera)  | D     | Jakub Vojtuš        |
| 77 | Romania (bandiera)     | D     | Claudiu Belu        |
| 90 | Romania (bandiera)     | P     | Virgil Drăghia      |
| 96 | Francia (bandiera)     | C     | Jayson Papeau       |
| 99 | Romania (bandiera)     | P     | Bogdan Ungureanu    |

## Calciomercato

### Sessione estiva(dall'1/7 al 30/9)
| Acquisti         | Acquisti          | Acquisti           | Acquisti      |
| R.               | Nome              | da                 | Modalità      |
| ---------------- | ----------------- | ------------------ | ------------- |
| D                | Damien Dussaut    | Farul Costanza     | svincolato    |
| D                | Paul Iacob        | Chindia Târgoviște | svincolato    |
| D                | Florin Ștefan     | CFR Cluj           | definitivo    |
| C                | Alexandru Albu    | Concordia Chiajna  | definitivo    |
| C                | Andrei Ciobanu    | Farul Costanza     | definitivo    |
| C                | Alexandru Crivac  | Argeș Pitești      | svincolato    |
| C                | Xian Emmers       | Roda JC            | definitivo    |
| C                | Jayson Papeau     | Warta Poznań       | definitivo    |
| A                | Valentin Costache | CFR Cluj           | definitivo    |
| A                | Marko Dugandžić   | CFR Cluj           | definitivo    |
| A                | Kevin Luckassen   | Kayserispor        | svincolato    |
| A                | Alexandru Mățan   | Columbus Crew      | prestito      |
| Altre operazioni |                   |                    |               |
| R.               | Nome              | da                 | Modalità      |
| P                | Sebastian Micu    | CSM Reșița         | fine prestito |
| C                | Antonio Bradu     | Corvinul Hunedoara | fine prestito |
| C                | Rareș Lazăr       | Poli Timișoara     | fine prestito |

| Cessioni         | Cessioni           | Cessioni           | Cessioni      |
| R.               | Nome               | a                  | Modalità      |
| ---------------- | ------------------ | ------------------ | ------------- |
| D                | Alexandru Dandea   | Șelimbăr           | svincolato    |
| D                | Petre Goge         | Concordia Chiajna  | svincolato    |
| D                | Matías Pérez Acuña | Badajoz            | svincolato    |
| C                | Saifeddine Alami   | Hassania Agadir    | svincolato    |
| C                | Nicolae Carnat     | CFR Cluj           | fine prestito |
| C                | Cătălin Hlistei    | U Cluj             | svincolato    |
| C                | Rareș Ilie         | Nizza              | definitivo    |
| C                | Romario Moise      |                    | svincolato    |
| A                | Adrian Bălan       | U Cluj             | svincolato    |
| A                | Albert Stahl       | UTA Arad           | prestito      |
| Altre operazioni |                    |                    |               |
| R.               | Nome               | a                  | Modalità      |
| P                | Valentin Mărgărit  | Progresul Spartac  | svincolato    |
| P                | Sebastian Micu     | FC Brașov          | svincolato    |
| D                | Alin Demici        | Dinamo Bucarest    | svincolato    |
| D                | Enrichi Finica     | Politehnica Iași   | prestito      |
| C                | Antonio Bradu      | Corvinul Hunedoara | prestito      |
| C                | Rareș Lazăr        | FC Brașov          | prestito      |
| A                | Ciprian Popescu    | Tunari             | svincolato    |

### Sessione invernale(dall'1/1 al 28/2)
| Acquisti | Acquisti        | Acquisti         | Acquisti   |
| R.       | Nome            | da               | Modalità   |
| -------- | --------------- | ---------------- | ---------- |
| A        | Funsho Bamgboye | MOL Fehérvár     | definitivo |
| A        | Hervin Ongenda  | Apollōn Limassol | svincolato |

| Cessioni | Cessioni        | Cessioni          | Cessioni      |
| R.       | Nome            | a                 | Modalità      |
| -------- | --------------- | ----------------- | ------------- |
| A        | Alexandru Despa | Progresul Spartac | prestito      |
| A        | Alexandru Mățan | Columbus Crew     | fine prestito |
| A        | Jakub Vojtuš    | Politehnica Iași  | svincolato    |

## Risultati

### Liga I

#### Prima fase

##### Girone di andata
| Arbitro: | Sebastian Colțescu |

|            |           |  |
| Matias 17’ | Marcatori |  |

| Arbitro: | István Kovács |

|                            |           |  |
| Dugandžić 19’ Săpunaru 40’ | Marcatori |  |

| Arbitro: | Horațiu Feșnic |

|  |           |            |
|  | Marcatori | 51’ Ioniță |

| Arbitro: | Ionuț Coza |

|                |           |                   |
| Sefer 45’, 64’ | Marcatori | 90+2’ (aut.) Käit |

| Arbitro: | Cătălin Popa |

|            |           |  |
| Grozav 23’ | Marcatori |  |

| Arbitro: | Iulian Călin |

|              |           |  |
| J.Morais 17’ | Marcatori |  |

| Arbitro: | Andrei Chivulete |

|                   |           |                        |
| Rondón 21’ (rig.) | Marcatori | 27’ Sefer 45+2’ Ioniță |

| Arbitro: | George Găman |

|                      |           |  |
| Dugandžić 80’ (rig.) | Marcatori |  |

| Arbitro: | Sebastian Colțescu |

|  |           |               |
|  | Marcatori | 60’ Dugandžić |

| Arbitro: | Marian Barbu |

|            |           |  |
| Sidibe 65’ | Marcatori |  |

| Arbitro: | Horia Mladinovici |

|                         |           |                 |
| Sefer 39’ Luckassen 87’ | Marcatori | 22’ Scarlatache |

| Arbitro: | Lucian Rusandu |

|                    |           |           |
| Popa 15’ Neguț 56’ | Marcatori | 59’ Sefer |

| Arbitro: | Adrian Cojocaru |

|              |           |              |
| J.Morais 83’ | Marcatori | 38’ Țigănașu |

| Arbitro: | Andrei Chivulete |

|  |           |                        |
|  | Marcatori | 75’ Emmers 78’ Grigore |

| Arbitro: | István Kovács |

|              |           |            |
| Săpunaru 53’ | Marcatori | 19’ Alibec |

##### Girone di ritorno
| Arbitro: | Cătălin Popa |

|                                          |           |           |
| Săpunaru 36’ (rig.) Dugandžić 71’ (rig.) | Marcatori | 54’ Muhar |

| Arbitro: | Sebastian Colțescu |

|                                         |           |                      |
| Cordea 14’ Compagno 29’ Oc. Popescu 57’ | Marcatori | 76’ (rig.) Dugandžić |

| Arbitro: | Adrian Cojocaru |

|                        |           |                      |
| Albu 24’ Dugandžić 72’ | Marcatori | 5’ Crețu 19’ Baiaram |

| Arbitro: | Radu Petrescu |

|            |           |           |
| Șerban 60’ | Marcatori | 2’ Pănoiu |

| Arbitro: | Sebastian Colțescu |

|                                       |           |            |
| Dugandžić 9’ (rig.), 73’ Pănoiu 90+4’ | Marcatori | 61’ Grozav |

| Arbitro: | Marcel Bîrsan |

|           |           |                        |
| Otele 40’ | Marcatori | 90+7’ (rig.) Dugandžić |

| Arbitro: | Horațiu Feșnic |

|                               |           |  |
| Dugandžić 5’, 13’, 19’ (rig.) | Marcatori |  |

| Cluj-Napoca 27 gennaio 2023, ore 20:00 EET 23ª giornata | U Cluj       | 0 – 0 referto | Rapid Bucarest | Cluj Arena (8 000 spett.)\| Arbitro: \| Marian Barbu \| |
| Arbitro:                                                | Marian Barbu |               |                |                                                         |

| Arbitro: | George Găman |

|                                  |           |                     |
| Dugandžić 19’, 55’, 82’ Albu 43’ | Marcatori | 90+1’ Marcelo Lopes |

| Arbitro: | Cătălin Popa |

|           |           |                      |
| Iacob 87’ | Marcatori | 1’ Bauza 57’ Bahassa |

| Mioveni 17 febbraio 2023, ore 20:00 EET 26ª giornata | Mioveni        | 0 – 0 referto | Rapid Bucarest | Stadio Orășenesc (5 200 spett.)\| Arbitro: \| Horațiu Feșnic \| |
| Arbitro:                                             | Horațiu Feșnic |               |                |                                                                 |

| Arbitro: | Andrei Chivulete |

|                                        |           |  |
| Dugandžić 66’ (rig.) Boldor 68’ (aut.) | Marcatori |  |

| Arbitro: | Sorin Costreie |

|            |           |                          |
| Camara 90’ | Marcatori | 42’ Pănoiu 90+4’ Grigore |

| Arbitro: | Viorel Flueran |

|  |           |             |
|  | Marcatori | 32’ Balaure |

| Arbitro: | Sebastian Colțescu |

|                       |           |           |
| Artean 21’ Mazilu 50’ | Marcatori | 14’ Sefer |

#### Poule scudetto
| Arbitro: | Andrei Chivulete |

|                             |           |                   |
| Janga 4’ (rig.) Boateng 23’ | Marcatori | 11’ Käit 55’ Onea |

| Arbitro: | Horațiu Feșnic |

|              |           |             |
| Bamgboye 55’ | Marcatori | 76’ Nedelcu |

| Arbitro: | Cătălin Popa |

|                            |           |  |
| Tudorie 26’ Ștefănescu 86’ | Marcatori |  |

| Arbitro: | Radu Petrescu |

|                                         |           |                      |
| Cîmpanu 38’ Marković 82’ Roguljić 90+2’ | Marcatori | 31’ (rig.) Dugandžić |

| Arbitro: | Horațiu Feșnic |

|          |           |  |
| Albu 21’ | Marcatori |  |

| Arbitro: | Marcel Bîrsan |

|                                     |           |           |
| Dugandžić 9’ (rig.), 45+2’ Käit 12’ | Marcatori | 15’ Braun |

| Arbitro: | Cătălin Popa |

|                                                              |           |                                   |
| Alibec 3’ (rig.), 45’, 61’ Băluță 23’, 27’ Munteanu 74’, 76’ | Marcatori | 58’ Săpunaru 86’ (rig.) Dugandžić |

| Bucarest 12 maggio 2023, ore 20:30 EEST 8ª giornata | Rapid Bucarest | 0 – 0 referto | Sepsi | Stadio Rapid-Giulești (13 000 spett.)\| Arbitro: \| Florin Andrei \| |
| Arbitro:                                            | Florin Andrei  |               |       |                                                                      |

| Arbitro: | Adrian Cojocaru |

|                                  |           |                                |
| Dugandžić 33’ (rig.), 59’ (rig.) | Marcatori | 43’ (rig.), 52’ Ivan 65’ Crețu |

| Arbitro: | Sebastian Colțescu |

|                 |           |                                                     |
| Oc. Popescu 58’ | Marcatori | 7’ Luckassen 17’ Pănoiu 26’ Iacob 68’, 79’ Bamgboye |

### Cupa României

#### Turni di qualificazione
| Arbitro: | Claudiu Marcu |

|  |           |                                    |
|  | Marcatori | 8’ Luckassen 14’ Papeau 38’ Emmers |

#### Fase a gironi
| Arbitro: | Cristian Moldoveanu |

|           |           |                                     |
| Bodri 13’ | Marcatori | 34’, 52’ Albu 58’ Emmers 76’ Vojtuš |

| Arbitro: | Horațiu Feșnic |

|  |           |                               |
|  | Marcatori | 49’ (rig.) Casap 90+7’ Mazilu |

| Cluj-Napoca 7 dicembre 2022, ore 20:00 EET 3ª giornata | U Cluj           | 0 – 0 referto | Rapid Bucarest | Cluj Arena\| Arbitro: \| Andrei Chivulete \| |
| Arbitro:                                               | Andrei Chivulete |               |                |                                              |

## Statistiche

### Statistiche di squadra
Statistiche aggiornate al 4 giugno 2023.
| Competizione  | Competizione   | Punti | In casa | In casa | In casa | In casa | In casa | In casa | In trasferta | In trasferta | In trasferta | In trasferta | In trasferta | In trasferta | Totale | Totale | Totale | Totale | Totale | Totale | DR  |
| Competizione  | Competizione   | Punti | G       | V       | N       | P       | Gf      | Gs      | G            | V            | N            | P            | Gf           | Gs           | G      | V      | N      | P      | Gf     | Gs     | DR  |
| ------------- | -------------- | ----- | ------- | ------- | ------- | ------- | ------- | ------- | ------------ | ------------ | ------------ | ------------ | ------------ | ------------ | ------ | ------ | ------ | ------ | ------ | ------ | --- |
| Liga I        | Prima fase     | 52    | 15      | 10      | 3       | 2       | 27      | 12      | 15           | 5            | 4            | 6            | 13           | 14           | 30     | 15     | 7      | 8      | 40     | 26     | +14 |
| Liga I        | Poule scudetto | 12    | 5       | 2       | 2       | 1       | 7       | 5       | 5            | 1            | 1            | 3            | 10           | 15           | 10     | 3      | 3      | 4      | 17     | 20     | -3  |
| Cupa României | Cupa României  | -     | 1       | 0       | 0       | 1       | 0       | 2       | 3            | 2            | 1            | 0            | 7            | 1            | 4      | 2      | 1      | 1      | 7      | 3      | +4  |
| Totale        | Totale         | -     | 21      | 12      | 5       | 4       | 34      | 19      | 23           | 8            | 6            | 9            | 30           | 30           | 44     | 20     | 11     | 13     | 64     | 49     | +15 |

### Andamento in campionato

#### Prima fase
| Giornata  | 1  | 2 | 3 | 4 | 5 | 6 | 7 | 8 | 9 | 10 | 11 | 12 | 13 | 14 | 15 | 16 | 17 | 18 | 19 | 20 | 21 | 22 | 23 | 24 | 25 | 26 | 27 | 28 | 29 | 30 |
| --------- | -- | - | - | - | - | - | - | - | - | -- | -- | -- | -- | -- | -- | -- | -- | -- | -- | -- | -- | -- | -- | -- | -- | -- | -- | -- | -- | -- |
| Luogo     | T  | C | T | C | T | C | T | C | T | T  | C  | C  | C  | T  | C  | C  | T  | C  | T  | C  | T  | C  | T  | C  | C  | T  | C  | T  | C  | T  |
| Risultato | P  | V | V | V | P | V | V | P | V | P  | V  | P  | N  | V  | N  | V  | P  | N  | N  | V  | N  | V  | N  | V  | P  | N  | V  | V  | P  | P  |
| Posizione | 11 | 5 | 3 | 1 | 2 | 1 | 1 | 1 | 1 | 1  | 1  | 2  | 2  | 2  | 2  | 2  | 2  | 3  | 3  | 3  | 3  | 3  | 3  | 3  | 4  | 4  | 4  | 4  | 4  | 5  |

Legenda:

Luogo: C = Casa; T = Trasferta. Risultato: V = Vittoria; N = Pareggio; P = Sconfitta.

#### Poule scudetto
| Giornata  | 1 | 2 | 3 | 4 | 5 | 6 | 7 | 8 | 9 | 10 |
| --------- | - | - | - | - | - | - | - | - | - | -- |
| Luogo     | T | C | T | T | C | C | T | C | C | T  |
| Risultato | N | N | P | P | V | V | P | N | P | V  |
| Posizione | 5 | 5 | 5 | 5 | 5 | 5 | 5 | 5 | 5 | 5  |

Legenda:

Luogo: C = Casa; T = Trasferta. Risultato: V = Vittoria; N = Pareggio; P = Sconfitta.

### Statistiche dei giocatori
Sono in corsivo i calciatori che hanno lasciato la società a stagione in corso.
Statistiche aggiornate al 4 giugno 2023.
| Giocatore     | Liga I   | Liga I | Liga I      | Liga I     | Cupa României | Cupa României | Cupa României | Cupa României | Totale   | Totale | Totale      | Totale     |
| Giocatore     | Presenze | Reti   | Ammonizioni | Espulsioni | Presenze      | Reti          | Ammonizioni   | Espulsioni    | Presenze | Reti   | Ammonizioni | Espulsioni |
| ------------- | -------- | ------ | ----------- | ---------- | ------------- | ------------- | ------------- | ------------- | -------- | ------ | ----------- | ---------- |
| A. Albu       | 32       | 3      | 4           | 0          | 3             | 2             | 0             | 0             | 35       | 5      | 4           | 0          |
| F. Bamgboye   | 12       | 3      | 2           | 0          | 0             | 0             | 0             | 0             | 12       | 3      | 2           | 0          |
| C. Belu       | 5        | 0      | 1           | 0          | 2             | 0             | 0             | 0             | 7        | 0      | 1           | 0          |
| A. Ciobanu    | 13       | 0      | 0           | 0          | 3             | 0             | 0             | 0             | 16       | 0      | 0           | 0          |
| V. Costache   | 24       | 0      | 4           | 1          | 1             | 0             | 0             | 0             | 25       | 0      | 4           | 1          |
| L. Crepulja   | 20       | 0      | 4           | 0          | 3             | 0             | 0             | 0             | 23       | 0      | 4           | 0          |
| A. Crivac     | 1        | 0      | 0           | 0          | 1             | 0             | 0             | 0             | 2        | 0      | 0           | 0          |
| A. Despa      | 0        | 0      | 0           | 0          | 1             | 0             | 0             | 0             | 1        | 0      | 0           | 0          |
| V. Drăghia    | 1        | -1     | 0           | 0          | 4             | -3            | 0             | 0             | 5        | -4     | 0           | 0          |
| M. Dugandžić  | 37       | 22     | 9           | 0          | 4             | 0             | 1             | 0             | 41       | 22     | 10          | 0          |
| D. Dussaut    | 1        | 0      | 0           | 0          | 2             | 0             | 0             | 0             | 3        | 0      | 0           | 0          |
| X. Emmers     | 24       | 1      | 2           | 0          | 3             | 2             | 0             | 0             | 27       | 3      | 2           | 0          |
| G. Gheorghe   | 0        | 0      | 0           | 0          | 1             | 0             | 0             | 0             | 1        | 0      | 0           | 0          |
| D. Grigore    | 28       | 2      | 10          | 1          | 3             | 0             | 1             | 0             | 31       | 2      | 11          | 1          |
| P. Iacob      | 17       | 2      | 3           | 0          | 2             | 0             | 0             | 0             | 19       | 2      | 3           | 0          |
| C. Ignat      | 3        | 0      | 0           | 0          | 1             | 0             | 0             | 0             | 4        | 0      | 0           | 0          |
| A. Ioniță     | 34       | 2      | 5           | 1          | 2             | 0             | 1             | 0             | 36       | 2      | 6           | 1          |
| M. Käit       | 31       | 2      | 5           | 0          | 2             | 0             | 0             | 0             | 33       | 2      | 5           | 0          |
| K. Luckassen  | 22       | 2      | 3           | 0          | 1             | 1             | 0             | 0             | 23       | 3      | 3           | 0          |
| A. Mățan      | 6        | 0      | 0           | 0          | 0             | 0             | 0             | 0             | 6        | 0      | 0           | 0          |
| R. Moise      | 1        | 0      | 0           | 0          | 0             | 0             | 0             | 0             | 1        | 0      | 0           | 0          |
| H. Moldovan   | 39       | -45    | 5           | 0          | 0             | 0             | 0             | 0             | 39       | -45    | 5           | 0          |
| J. Morais     | 36       | 2      | 7           | 1          | 1             | 0             | 0             | 0             | 37       | 2      | 7           | 1          |
| Y. B. Marzouk | 0        | 0      | 0           | 0          | 0             | 0             | 0             | 0             | 0        | 0      | 0           | 0          |
| R. Onea       | 33       | 1      | 6           | 0          | 2             | 0             | 0             | 0             | 35       | 1      | 6           | 0          |
| H. Ongenda    | 4        | 0      | 1           | 0          | 0             | 0             | 0             | 0             | 4        | 0      | 1           | 0          |
| Ș. Pănoiu     | 37       | 4      | 0           | 0          | 4             | 0             | 0             | 0             | 41       | 4      | 0           | 0          |
| J. Papeau     | 20       | 0      | 2           | 0          | 1             | 1             | 0             | 0             | 21       | 1      | 2           | 0          |
| C. Sandu      | 0        | 0      | 0           | 0          | 0             | 0             | 0             | 0             | 0        | 0      | 0           | 0          |
| C. Săpunaru   | 39       | 4      | 6           | 0          | 2             | 0             | 0             | 0             | 41       | 4      | 6           | 0          |
| A. Sefer      | 37       | 6      | 5           | 0          | 3             | 0             | 0             | 0             | 40       | 6      | 5           | 0          |
| A. Stan       | 2        | 0      | 0           | 0          | 0             | 0             | 0             | 0             | 2        | 0      | 0           | 0          |
| F. Ștefan     | 13       | 0      | 3           | 0          | 3             | 0             | 0             | 0             | 16       | 0      | 3           | 0          |
| B. Ungureanu  | 1        | 0      | 0           | 0          | 0             | 0             | 0             | 0             | 1        | 0      | 0           | 0          |
| J. Vojtuš     | 5        | 0      | 0           | 0          | 3             | 1             | 0             | 1             | 8        | 1      | 0           | 1          |